# Чистосердечное признание (фильм, 1937)
«Чистосерде́чное призна́ние» (англ. True Confession) — американский кинофильм 1937 года режиссёра Уэсли Рагглза.

## Сюжет
Супруги Бартлетты представляют полную противоположность друг другу. Хелен — постоянно лгущая всем и вся писательница, Кеннет — патологически честный адвокат. Объединяет их, разве что, отсутствие карьерного роста: её романы никто не хочет издавать, за его защиту в суде никто не хочет платить.
Хелен получает предложение поработать стенографисткой. Узнав об истинных намерениях босса, она убегает, забыв шляпку. А к вечеру узнаёт, что её несостоявшийся шеф убит и главная подозреваемая — она сама. На защиту жены встаёт сам Кеннет. Но добьётся ли оправдательного приговора адвокат, который постоянно говорит только правду?

## В ролях
- Кэрол Ломбард — Хелен Бартлетт
- Фред Макмюррей — Кеннет Бартлетт
- Джон Берримор — Чарли Джаспер
- Уна Меркел — Дейзи МакКлур
- Портер Холл — мистер Хартман, прокурор
- Эдгар Кеннеди — Дарси
- Линн Овермен — Джордж
- Ричард Карле — Джадж
- Фриц Фельд — дворецкий Отто Крайлера
- Ирвинг Бэкон — коронер
- Джон Т. Мюррей — Отто Крайлер
- Гарри Оуэн — Тони Краух
- Тоби Уинг — Сюзанн Баггарт
- Хэтти Макдэниел — Элла
- Элинор Фишер — репортёр